# Penan
Penan är en sjö i Vetlanda kommun i Småland och ingår i Emåns huvudavrinningsområde. Sjön är 7,5 meter djup, har en yta på 0,186 kvadratkilometer och befinner sig 113 meter över havet. Vid provfiske har bland annat abborre, gädda, mört och sarv fångats i sjön.

## Delavrinningsområde
Penan ingår i det delavrinningsområde (636103-148068) som SMHI kallar för Utloppet av Narrveten. Medelhöjden är 150 meter över havet och ytan är 19,79 kvadratkilometer. Räknas de 13 delavrinningsområdena uppströms in blir den ackumulerade arean 246,2 kvadratkilometer. Skärveteån (Farstorpaån) som avvattnar avrinningsområdet har biflödesordning 3, vilket innebär att vattnet flödar genom totalt 3 vattendrag innan det når havet efter 121 kilometer. Delavrinningsområdet består mestadels av skog (79 procent). Avrinningsområdet har 1,47 kvadratkilometer vattenytor vilket ger det en sjöprocent på 7,4 procent.

## Fisk
Vid provfiske har följande fisk fångats i sjön:
- Abborre
- Gädda
- Mört
- Sarv
- Sik
- Sutare